# Scorțaru Nou
Scorțaru Nou – wieś w Rumunii, w okręgu Braiła, w gminie Scorțaru Nou. W 2011 roku liczyła 446 mieszkańców.